# 真中忠直

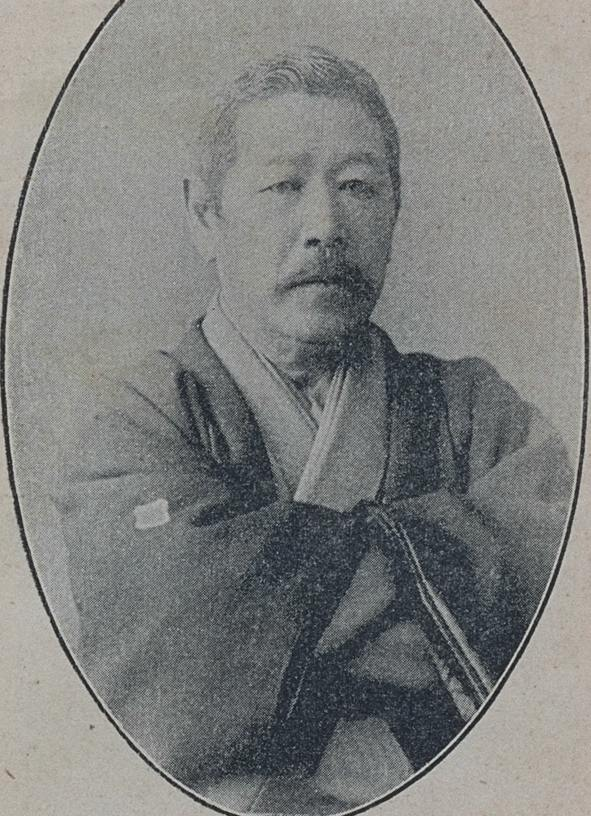
真中忠直

真中 忠直（眞中、まなか ただなお、1838年7月30日（天保9年6月10日）- 1906年（明治39年）4月27日）は、日本の逓信官僚、実業家、政治家。衆議院議員。旧姓・増田、幼名・隼太。

## 経歴
武蔵国葛飾郡惣新田村（のち埼玉県北葛飾郡吉田村、現幸手市）で、増田彦右衛門の二男として生まれる。その後、埼玉郡川口村（現加須市）真野家の養子となる。江戸に出て蘭学、漢学を学んだ。
明治3年3月12日（1870年4月12日）民部省に出仕し駅逓少令史に任官。以後、駅逓大令史、駅逓権少佑、駅逓少佑を歴任。明治4年7月27日（1871年9月11日）民部省が廃止され大蔵省へ異動。駅逓司四等出仕、駅逓権中属、駅逓権大属、駅逓大属を歴任。1874年1月8日、駅逓寮が内務省へ移管。その後、駅逓権助、駅逓助を務め、1877年1月、駅逓寮が廃止され駅逓局となり内務権大書記官に就任。二等駅逓官、二等駅逓官、一等駅逓官、駅逓局会計課長、駅逓局副長などを歴任し、1884年6月10日に退官。1886年4月22日、逓信省逓信管理局長として復帰し、1888年5月18日に非職となった。前島密などと共に郵便草創期からその事業の発展に尽力した。その後、内国通運会社顧問、日本製鉄会社検査役、同社長を務め、1890年12月16日、依願免本官となり退官した。
1890年7月、第1回衆議院議員総選挙に埼玉県第三区から出馬して当選。その後、独立倶楽部に所属して、衆議院議員を一期務めた。墓所は文京区深光寺。